# Шиші (Японія)
Шиші (яп. 志士), іноді відомі як «Ішін Шиші» (維新志士), так називали групу японських політичних активістів пізнього періоду Едо. Хоча зазвичай його застосовують до прихильників антисьогунату, відомих за гаслом «сонно дзьої» (яп. 尊皇攘夷, досл. «Шануй імператора, вижени варварів»), це були самураї переважно з південно-західних японських кланів, таких як сацума-хан,тьосю-хан, тоса-хан. Термін «Шиші» також використовується деякими щодо прихильників сьогунату таких як «Сінсенґумі»
Було багато різних напрямків серед японських політичних активістів з табору «Шиші». Деякі з них були вбивцями як Кавакамі Ґенсай, Накамура Хандзіро, Окада Ізо та Танака Шінбей. Вони обрали більш насильницький підхід у відстоюванні своїх світоглядних поглядів. Так пан Кавакамі Генсай, зокрема, згадується як вбивця пана Сакуми Сьодзана, відомого японського прозахідного мислителя того часу. Кілька нападів на громадян країн заходу в Японській імперії також приписують до дій політичних активістів з табору «Шиші» та пов'язаним з ними воїнам відомими за назвою «роніни». У статті 2013 року ці вбивці були названі «першими терористами», оскільки вони вирішили посіяти терор серед іноземців. Інші більш радикальні прихильники табору «Шиші», такі як пан Міябе Тейзо, планували масштабні напади, не звертаючи уваги на громадську безпеку. Сам Міябе був одним із ватажків змови, розваленої Сінсенгумі під час відомого інциденту в Ікедаї, з метою спалити Кіото в розпал фестивалю Гіон.
Як згадувалося раніше політичні активісти з табору «Шиші» не обов'язково підтримували повалення та ліквідацію сьогунату в Японській імперії. Табір «Шиші» з Міто були відповідальними за смерть великого радника сьогуна пана Ії Наосуке, який підписав договори на користь іноземних держав і який посадив неповнолітнього хлопчика на престол сьогуна. Інші чоловіки та жінки Міто виникли під час відомого повстання Тенгуто протягом наступних кількох років. Хоча ці дії були точно спрямовані проти уряду сьоґуна, вони не виступали проти самого сьоґуна — справді, Міто «Шіші», які були васалами родича сьоґуна, і вважали, що вони лише допомагали йому.
Інші представники табору «Шиші» мали більш схоластичний нахил. Яскравим прикладом цього був японський вчений пан Йошіда Сьоін з клану Тьосю-хан. Він заснував школу під назвою «шокасон-дзюку» та виховав багатьох майбутніх урядовців Японської імперії епохи Мейдзі. Пан Йошіда Сьоін мав зв'язки з багатьма видатними діячами Японії періоду знаного як епохи Бакумацу, серед них були Каваї Цуґуносуке, Кацу Кайшу, вищезгаданим Сакумою Сьозаном та інші.
Більш радикально налаштовані політичні активісти з табору «Шіші» були з Тьосю-хан і Сацуми сформували основне керівництво японського уряду Мейдзі, що зароджувався. Деякі, з них такі як пан Іто Хіробумі та пан Ямаґата Арітомо, залишалися видатними фігурами в японській політиці та суспільстві до початку 20-го століття.